# Syria na Mistrzostwach Świata w Lekkoatletyce 2013
Syria na Mistrzostwach Świata w Lekkoatletyce 2013 – reprezentacja Syrii podczas czempionatu w Moskwie liczyła 1 zawodnika.

## Występy reprezentantów Syrii
| Konkurencja         | Zawodnik            | Eliminacje | Eliminacje | Finał    | Finał   |
| Konkurencja         | Zawodnik            | Rezultat   | Pozycja    | Rezultat | Pozycja |
| ------------------- | ------------------- | ---------- | ---------- | -------- | ------- |
| Skok wzwyż mężczyzn | Madżd ad-Din Ghazal | 2,22 (SB)  | 21.        | NQ       | NQ      |